# Entrechaux
Entrechaux  ist eine französische Gemeinde mit 1.164 Einwohnern (Stand 1. Januar 2022) im Département Vaucluse in der Region Provence-Alpes-Côte d’Azur.

## Geografie
Entrechaux befindet sich ungefähr 6 km südöstlich von Vaison-la-Romaine, zwischen dem Fluss Ouvèze und dem Mont Ventoux gelegen. Das Gemeindegebiet gehört zum Regionalen Naturpark Mont-Ventoux. Im Nordosten mündet der Toulourenc als linker Nebenfluss in die Ouvèze und bildet gleichzeitig die Grenze zur benachbarten Gemeinde Mollans-sur-Ouvèze und zum Département Drôme. Weitere umliegende Gemeinden sind Malaucène, Crestet, Saint-Marcellin-lès-Vaison, Saint-Romain-en-Viennois und Faucon. Nächstgrößere Stadt ist das 19 km entfernte Carpentras im Süden.

## Verkehr
Die Route départementale D13 verläuft quer durch den Ort von Mollans-sur-Ouvèze kommend in Richtung Südwesten. Von der D13 zweigt westlich die D54 in Richtung Crestet ab. Früher besaß Entrechaux einen Bahnhof an der stillgelegten Schmalspurbahn Orange-Buis-les-Baronnies.

## Geschichte
In der Antike besiedelten Gallier vom keltischen Stamm der Vocontier das Gebiet um Entrechaux. Unter dem Altar der Kapelle Notre-Dame-de-Nazareth wurde eine Inschrift gefunden, die wahrscheinlich zu den ältesten dieses Volkes gehört.
Die erste urkundliche Erwähnung geht in das Jahr 1108 zurück. In einem Papstbrief wird der Bischof von Vaison als Miteigentümer von Entrechaux bestätigt. Der Donjon wurde bereits im 10. oder 11. Jahrhundert errichtet.

### Einwohnerentwicklung
| Jahr      | 1962 | 1968 | 1975 | 1982 | 1990 | 1999 | 2006 | 2008 |
| --------- | ---- | ---- | ---- | ---- | ---- | ---- | ---- | ---- |
| Einwohner | 615  | 635  | 637  | 724  | 809  | 869  | 989  | 1012 |

## Sehenswürdigkeiten
Nach Aufgabe der zu steilen Abhänge des Burghügels (Château d’Entrechaux), auf dem die Bischöfe von Vaison residierten, entwickelte sich das Dorf weiter unten in der Ebene. Die Spuren der an den Felsen festgewachsenen Behausungen sind praktisch verschwunden, aber es gibt immer noch Überreste des 20 m hohen Donjon und der Mauer. Die Kirche Saint-Laurent, die an den Wall angebaut wurde, ist sehr baufällig, wohingegen das Dorf restauriert wurde. Östlich des Ortes befinden sich die Kapellen Notre-Dame-de-Nazareth d’Entrechaux und Saint-André. Die Kapelle Saint-Laurent d’Entrechaux im Westen stammt aus dem 11. Jahrhundert.